# プラーク形成単位
プラーク形成単位（Plaque-Forming Unit; PFU）は、ウイルス学で使用される、一定容量あたりのプラークを形成できるウイルス粒子の数を表す単位。PFUは粒子の絶対数の尺度ではなく代理尺度であり、欠陥のあるウイルス粒子や、標的細胞への感染に失敗したウイルス粒子は、プラークを生成しないため、カウントされない。
たとえば、1,000PFU/μLの濃度のダニ媒介性脳炎ウイルスの溶液は、1μLの溶液中に単層の細胞上に1000個の感染プラークを生成するウイルス粒子が含まれていることを示しているが、 PFUとウイルス粒子数の関係を推測することはできない。ウイルスのプラーク形成単位の考え方は、細菌のコロニー形成単位の考え方と同等である。